# Carira (kommun)
Carira är en kommun i Brasilien.   Den ligger i delstaten Sergipe, i den östra delen av landet, 1 300 km nordost om huvudstaden Brasília. Antalet invånare är 19 990. Arean är 636 kvadratkilometer.
Terrängen i Carira är huvudsakligen platt.
Följande samhällen finns i Carira:
- Carira

Omgivningarna runt Carira är huvudsakligen savann. Runt Carira är det ganska glesbefolkat, med 31 invånare per kvadratkilometer.